# Étienne Loiret
Pour les articles homonymes, voir Loiret.
Pas d'image ? Cliquez ici

a Compétitions nationales et continentales officielles uniquement.

Dernière mise à jour le 7 juin 2024.
Étienne Loiret, né le 30 juin 1996 à Canberra, est un joueur français de rugby à XV évoluant au poste de deuxième ligne.

## Biographie
Fils d'un gendarme alors en poste à l'ambassade de France en Australie, Étienne Loiret est né dans la capitale australienne Canberra. À ses deux ans, la famille fait son retour en France à Osse-en-Aspe, dans la vallée d'Aspe.
Formé dans sa jeunesse à la pratique du rugby à XV à l'Union sportive aspoise, club de la commune voisine de Bedous, il joue par la suite dans le Haut-Béarn, avec les équipes de jeunes du Football Club oloronais en 2011-2012 puis à la Section paloise pendant trois saisons,,. À partir de 2015, Loiret intègre les espoirs de l'Aviron bayonnais,,. Au centre de formation, il n'obtient pas l'opportunité d'être appelé dans le groupe professionnel pendant  trois années.
En ouverture de la saison 2018-2019, il est contacté par Frédéric Tauzin, entraîneur du club de l'Union sportive dacquoise dans le département voisin alors en Fédérale 1, à la recherche d'un deuxième ligne après le départ prématuré de sa recrue Pablo Huete ; Loiret rejoint ainsi début septembre le centre de formation de l'effectif landais pour une saison,,. Il évolue avec l'équipe première dès son arrivée ; sa polyvalence lui permet d'évoluer des deux côtés de la deuxième ligne, autant en tant que numéro 4 grâce à sa mobilité qu'en numéro 5 avec son gabarit « massif ». Il prolonge ensuite pour une année plus une optionnelle. Après avoir disputé l'édition inaugurale de la nouvelle division Nationale en 2020-2021, il se réengage pour deux saisons.
Lors de la saison 2022-2023, il participe à la remontée de l'US Dax en Pro D2, ainsi qu'à la finale concédée contre le Valence Romans DR ; son contrat professionnel est alors prolongé pour deux années. Il dispute rapidement son premier match professionnel, aligné lors de la 2e journée de la saison de Pro D2. Après avoir accumulé un temps de jeu moins conséquent que précédemment pour sa première saison en deuxième division, il met à profit le départ de deux de ses coéquipiers en deuxième ligne de l'intersaison pour bonifier ses performances et multiplier le nombre de feuilles de match à son actif ; en cours de cette saison 2024-2025, son contrat est prolongé pour deux années supplémentaires.

## Palmarès
- Championnat de France de Nationale :
  - Vice-champion : 2023 avec l'US Dax.